# Ophthalmolampis immansueta
Ophthalmolampis immansueta är en insektsart som beskrevs av Marius Descamps 1983. Ophthalmolampis immansueta ingår i släktet Ophthalmolampis och familjen Romaleidae. Inga underarter finns listade i Catalogue of Life.